# Flesselles
Flesselles è un comune francese di 1 993 abitanti (2020) situato nel dipartimento della Somme nella regione dell'Alta Francia.

## Società

### Evoluzione demografica
Abitanti censiti